# Kiznerskij rajon
Il Kiznerskij rajon (in russo Кизнерский район?, in lingua udmurta Кизнер ёрос) è un municipal'nyj rajon della Repubblica Autonoma dell'Udmurtia, in Russia. Istituito il 24 gennaio 1939, occupa una superficie di 2 131,11 chilometri quadrati, ha come capoluogo il villaggio di Kizner e una popolazione di 17 854 abitanti. Il distretto è suddiviso in 14 comuni rurali. Il confine sud-occidentale del distretto corre lungo il fiume Vjatka.